# Radio 24 (Svizzera)
Radio 24 è una stazione radiofonica della Svizzera tedesca, la maggiore e la più vecchia tra quelle private della Svizzera, con studi di trasmissione a Zurigo. Dal 2018 è di proprietà di CH Media, una joint venture tra NZZ-Regionalmedien e AZ Medien.
Quando la stazione aprì nel novembre 1979, trasmise da Pizzo Groppera, in Italia, a circa 130 km di distanza, con la più forte antenna VHF privata del mondo dell'epoca fino alla zona di Zurigo; la legge allora non prevedeva l'esistenza di stazioni radio private in Svizzera. Gli studi si trovavano in una abitazione privata a Cernobbio, in provincia di Como, Italia.
Le autorità svizzere cercarono con tutti i mezzi di convincere lo Stato italiano a chiudere la "radio pirata", che era legale secondo la legge italiana. Nell'area metropolitana di Zurigo nacque un movimento popolare trasversale agli strati sociali che svolse una campagna per la radio libera in Svizzera. In segno di solidarietà molti ascoltatori apposero una striscia di tessuto bianco all'antenna dell'auto. A Zurigo ci furono ripetute manifestazioni di massa a sostegno di Radio 24.